# 44/876
44/876 – wspólny album brytyjskiego muzyka Stinga i jamajskiego muzyka Shaggy'ego. Został wydany 20 kwietnia 2018 roku przez A&M Records, Interscope Records i Cherrytree Records. Tytuł albumu odnosi się do telefonicznego kodu kraju dla Wielkiej Brytanii (+44) i kodu północnoamerykańskiego dla Jamajki (+1 876), krajów pochodzenia Stinga i Shaggy'ego.

## Sukces komercyjny
W Wielkiej Brytanii 44/876 zadebiutował na dziewiątej pozycji na brytyjskiej liście albumów, sprzedając się w pierwszym tygodniu w ilości 7658 sztuk. Jest to pierwszy topowy album Stinga od czasu Sacred Love (2003), a Shaggy'ego po raz pierwszy od Hot Shot (2001).
W Polsce album uzyskał status złotej płyty.